# Terminalia kuhlmannii
Terminalia kuhlmannii là một loài thực vật thuộc họ Combretaceae. Đây là loài đặc hữu của Brasil. Chúng hiện đang bị đe dọa vì mất môi trường sống.

## Hình ảnh

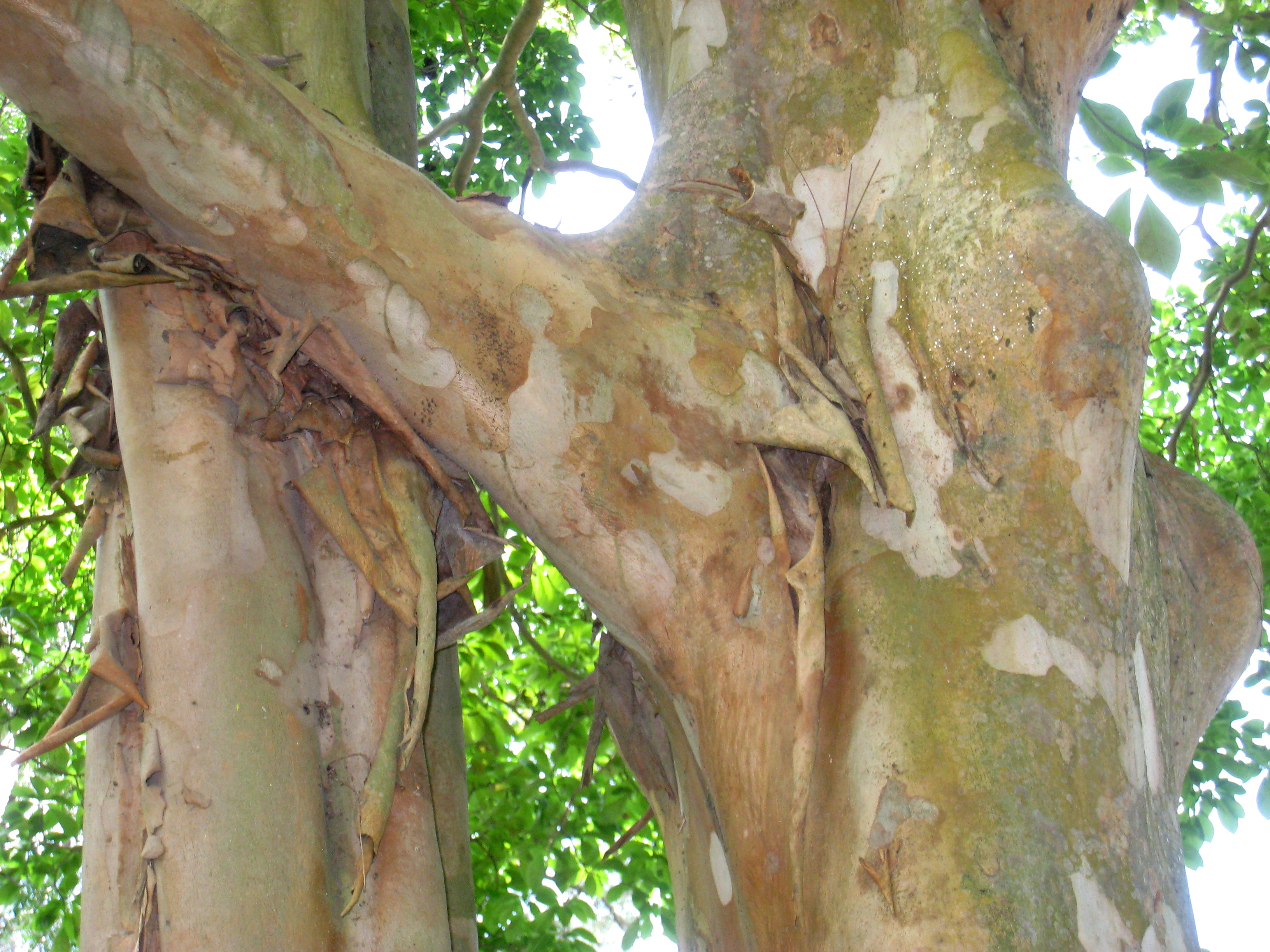
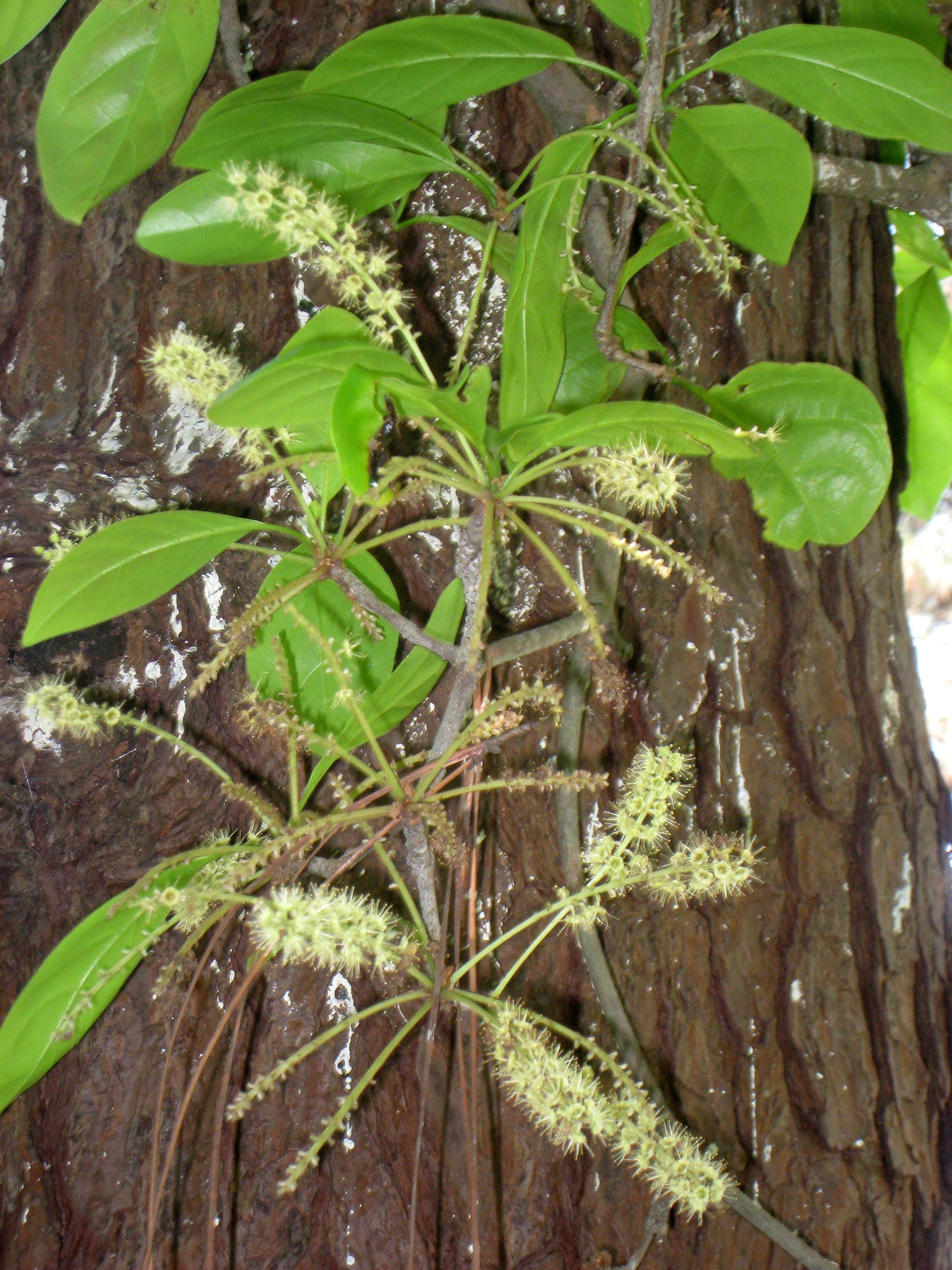
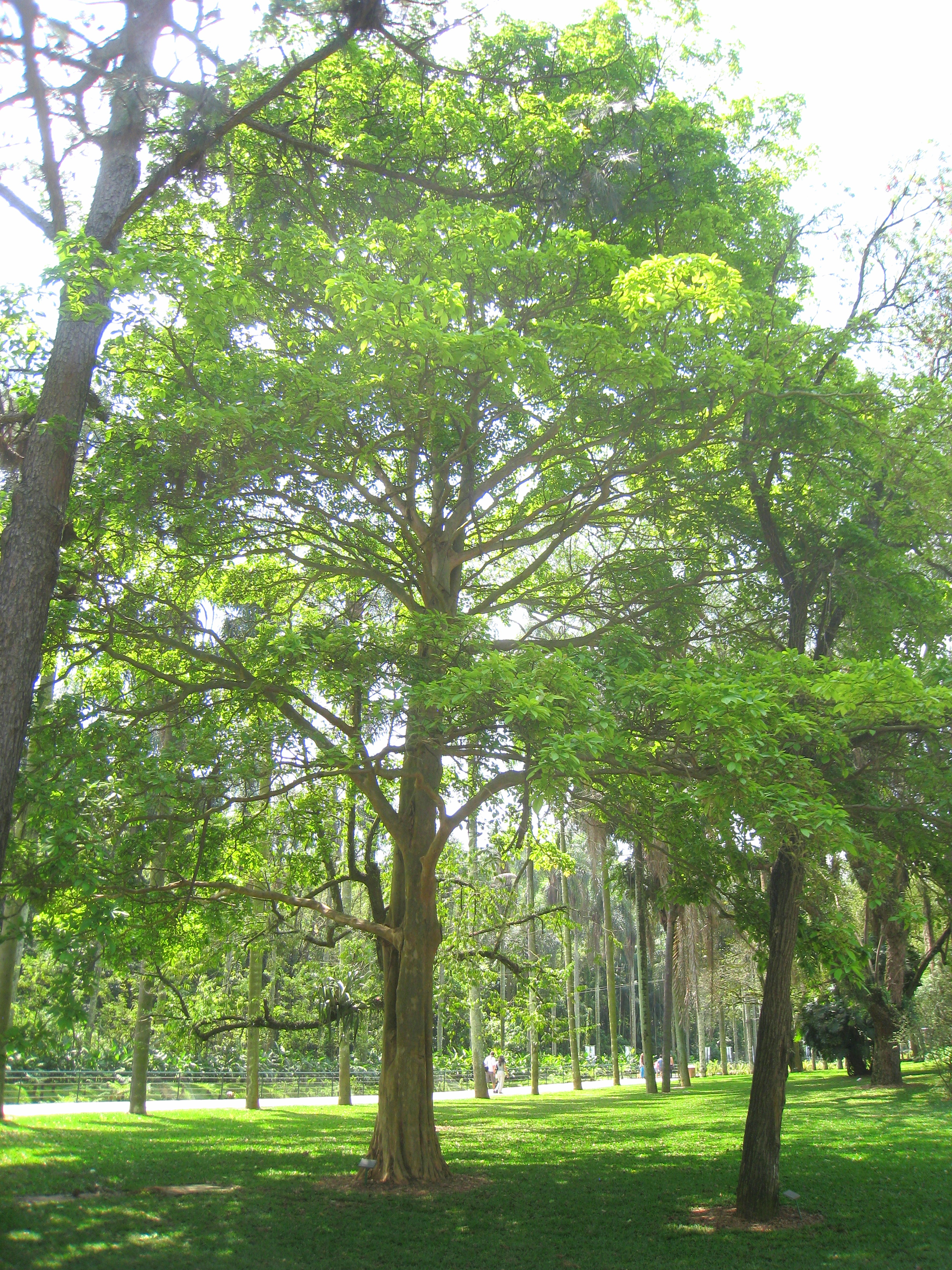
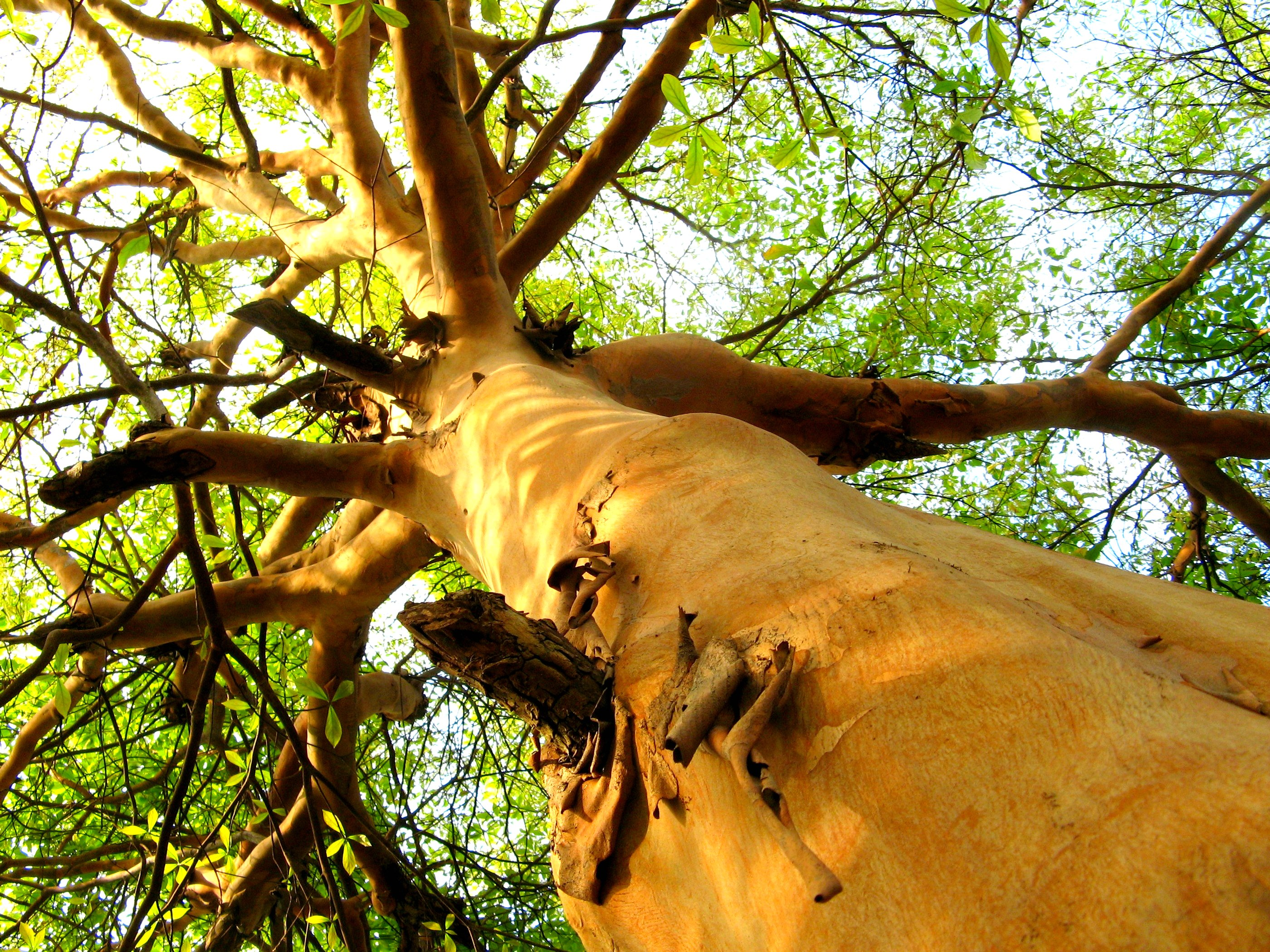